# داخليات الأجنحة
داخليات الأجنحة أو حشرات أجنحتها داخلية المنشأ (الاسم العلمي: Endopterygota) هي طبقة أو تحت طائفة من الحشرات تتبع صنف الجناحيات.	
تعد الحشرات داخلية الأجنحة، والتي تعرف كذلك باسم كاملات الانسلاخ، حشرات من الرتبة الفرعية جناحيات (Pterygota) والتي تمر عبر مراحل اليرقات المميزة والعذراء ثم البلوغ. وهي تمر عبر مرحلة استحالة، حيث تختلف مراحل اليرقات ومراحل البلوغ اختلافًا كبيرًا في البنية والسلوك. ويطلق على ذلك اسم التطور الكامل أو الاستحالة الكاملة. وتعد داخليات الأجنحة من أكثر الرتب الفوقية للحشرات تنوعًا، حيث إنها تحتوي على 850000 نوع حي تقريبًا يتم تقسيمها بين إحدى عشرة رتبة، حيث تحتوي على حشرات مثل الفراشات، والذباب والبراغيث والنحل والنمل والخنافس. ويتم تمييزها عن الجناحيات خارجية التطور (Exopterygota) (أو Hemipterodea) من خلال الطريقة التي تتطور بها أجنحتها. وداخليات الأجنحة (والتي تعني بشكل حرفي «الأشكال المجنحة داخليًا») تقوم بتطوير الأجنحة داخل الجسم وتمر خلال مراحل استحالة كبيرة تشتمل على مرحلة العذراء. أما الجناحيات خارجية التطور (Exopterygota) («الأشكال المجنحة خارجيًا») فتقوم بتطوير الأجنحة خارج الجسم ولا تمر عبر مرحلة العذراء. ورغم ذلك، فإن السمة الأخيرة متوارثة ومشتركة وليست موجودة بشكل حصري في خارجيات الأجنحة، ولكن كذلك في المجموعات مثل اليعسوبيات (اليعسوب وحشرات الرعاش الصغيرة) التي لا تنتمي إلى حديثات الأجنحة، لكنها أكثر أساسية بين الحشرات. وتعود حفريات داخليات الأجنحة الأولى إلى العصر الكربوني.

## النظاميات
ITIS يرى أي تقسيم فرعي لحديثات الأجنحة بما يتجاوز لرتب غير صالح، إلا أن ذلك مرفوض تقريبًا بصفة عامة. ويتم في بعض الأحوال تقسيم داخليات الأجنحة إلى ثلاثة تجمعات: عصبيات الأجنحة (عصبيات الأجنحة وكبيرات الأجنحة ورافيديوبترا ومغمدات الأجنحة)، وغشائيات الأجنحة (غشائيات الأجنحة) وبانوربويدا (Panorpoida) (اللاجناحيات، وثنائيات الأجنحة، وشعريات الأجنحة وحرشفيات الأجنحة وملتويات الأجنحة وميكوبترا). ومنذ فترة طويلة، كان ينظر إلى أن غشائيات الأجنحة، من خلال الأنظمة الاجتماعية المتطورة للغاية، تمثل أكثر الحشرات تطورًا، رغم تشريحها «البدائي» مقارنة بالذباب والخنافس على سبيل المثال.
وفي فترة مبكرة للغاية، تم رفض هذا الأمر بشكل متزايد ويبدو أن بيانات تسلسل الحمض النووي الريبوزي منقوص الأكسجين (دنا) تؤكد أن غشائيات الأجنحة هي بالفعل من بين أكثر داخليات الأجنحة أساسية، في حين أن الذباب والبراغيت ينظر إليها في الغالب على أنها أكثر الحيوانات تطورًا بشكل جذري. ويثير ذلك الاستفسارات حول التقسيم الفرعي السابق، وبالتالي تم اقترح العديد من الأصناف الجديدة، مما أدى إلى تقسيم داخليات الأجنحة. وفي حين أن بعض المجموعات (مثل مجموعات الذباب والبراغيث «الماصة واللادغة» أو مجموعة ذبابة القمص - الفراش) تبدو أنها فروع حيوية جيدة، إلا أنه من غير المحتمل أن يتم حل العلاقات بين داخليات الأجنحة، أو الحشرات حديثات الأجنحة بصفة عامة، بالتفاصيل في وقت قريب.
الرتبة الفوقية داخلية الأجنحة بالمعنى الدقيق
- غشائيات الأجنحة (النمل والنحل وما إلى ذلك.)

الرتبة الفوقية المقترحة غشائيات الأجنحة
- غمديات الأجنحة (الخنافس)
- ملتويات الأجنحة (الطفيليات ملتوية الأجنحة)

الرتبة الفوقية المقترحة عصبيات الأجنحة/Neuropteroidea
- رافيديوبترا (الذباب الأفعواني)
- كبيرات الأجنحة (alderflies، وما إلى ذلك.)
- عصبيات الأجنحة (الحشرات شبكية الأجنحة)

الرتبة الفوقية المقترحة ميكوبترا/طويلات الأجنحة
- ميكوبترا (ذباب العقرب وما إلى ذلك)
- اللاجناحيات (البرغوث)
- ثنائيات الأجنحة (الذباب الحقيقي)
- ثنائيات الأجنحة البدائية (حفرية)

الرتبة الفوقية المقترحة خارجيات الأجنحة
- مشعرات الأجنحة (ذباب القمص)
- قشريات الأجنحة (الفراش، العثة)

غير مؤكدات الموقع التصنيفي
- غلوسيليتروديا (حفرية)
- ميوموبتيرا (حفرية)